# Ernest Daucourt
Ernest Daucourt (* 20. Oktober 1848 in Pruntrut; † 3. Januar 1941 ebenda) war ein Schweizer Journalist, Rechtsanwalt und Politiker (KVP). Von 1902 bis 1919 gehörte er dem Nationalrat an.

## Leben
Seine höhere Schulbildung erhielt der Sohn eines Arztes in Colmar und im Jesuitenkollegium in Dole. Nach Abschluss des Baccalauréats in Dijon studierte er Philosophie und Recht an den Universitäten Paris und Bern. Ab 1873 war Daucourt als Rechtsanwalt sowie als Journalist bei der Gazette Jurassienne tätig. Im selben Jahr gründete er die katholisch-konservative Zeitung Le Pays und blieb bis 1894 deren Chefredaktor (erneut von 1917 bis 1923). Während des Kulturkampfs verkörperte er den Widerstand der Katholiken gegen die Berner Kantonsregierung. Sein Vorbild war der ultramontane französische Publizist Louis Veuillot.
Daucorts politische Karriere begann 1882 mit der Wahl in den Berner Grossen Rat, dem er zwölf Jahre lang angehörte. Von 1894 bis 1913 amtierte er als Regierungsstatthalter des Amtsbezirks Pruntrut. Er trat zu den Nationalratswahlen 1902 an und war im Wahlkreis Nordjura erfolgreich. Sechsmal in Folge gelang ihm die Wiederwahl, 1919 trat er aus dem Nationalrat zurück. Daucourt gehörte 1912 zu den Mitbegründern der Konservativen Volkspartei der Schweiz und war Mitglied ihres leitenden Ausschusses. Er war im Handels- und Industrieverein tätig und gründete verschiedene soziale Institutionen. Darüber hinaus trat er als Verfasser von historischen Kampfschriften in Erscheinung.